# Anders Richard Cervin
Anders Richard Cervin, född 20 april 1823 i Kristianstad, död 5 januari 1900 i Rock Island, Illinois, USA, var en svensk präst och tidningsman.
Efter studier i Lund och lärarverksamhet i Kristianstad avreste Cervin till Amerika 1856, där han biträdde Tuve Hasselquist i dennes verksamhet bland de svenska emigranterna. Han återtog kort därefter lärartjänsten i Kristianstad, prästvigdes i Lund 1864 och kallades samma år till den nybildade Augustanasynoden, där han blev redaktör för flera av synodens tidningar såsom Hemlandet, Augustana och Ungdomsvännen. Han verkade även som lärare vid Augustana College.